# Milton Babbitt

Milton Byron Babbitt (10 de maio de 1916 – 29 de janeiro de 2011) foi um compositor, teórico musical, matemático e professor norte-americano. Foi laureado com o Prêmio Pulitzer e a Bolsa MacArthur, reconhecido por seu trabalho no serialismo e na música eletrônica.

## Biografia
Babbitt nasceu na Filadélfia, filho de Albert E. Babbitt e Sarah Potamkin, ambos judeus. Cresceu em Jackson, Mississippi, e começou a estudar violino aos quatro anos, mas logo trocou pelo clarinete e saxofone. Desde cedo foi atraído pelo jazz e pela música teatral, tocando em "todas as orquestras de fossa que passavam pela cidade". Aos sete anos, já fazia seus próprios arranjos de canções populares e "escrevia muitas canções para produções escolares". Aos 13, venceu um concurso local de composição. Um jornal de Jackson o chamou de "garoto prodígio" e destacou que ele tinha "ouvido absoluto e somava as contas de supermercado da família de cabeça. Na adolescência, tornou-se fã do cornetista de jazz Bix Beiderbecke".
Seu pai era matemático, e Babbitt planejava estudar matemática ao ingressar na Universidade da Pensilvânia em 1931. Porém, transferiu-se para a Universidade de Nova Iorque, onde estudou música com Philip James e Marion Bauer. Lá, interessou-se pela música dos compositores da Segunda Escola de Viena e escreveu artigos sobre música dodecafônica, incluindo a primeira descrição da combinatorialidade e uma técnica serial de "pontos temporais". Babbitt foi pioneiro no serialismo integral, organizando dinâmicas e ritmos em série, além de alturas. Ele enfatizava que os compositores deveriam tratar a composição como pesquisa, não buscando apenas aprovação social. Formou-se bacharel pela Universidade de Nova Iorque em 1935, com honras da Phi Beta Kappa, e estudou com Roger Sessions, primeiro privadamente e depois em Princeton. Entrou para o corpo docente de música de Princeton em 1938 e recebeu um dos primeiros títulos de Mestre em Belas Artes da universidade em 1942. Durante a Segunda Guerra Mundial, dividiu seu tempo entre pesquisa matemática em Washington, D.C., e Princeton, onde foi membro do corpo docente de matemática de 1943 a 1945.
Em 1948, retornou ao corpo docente de música de Princeton e, em 1973, ingressou na Juilliard School. Entre seus alunos estão os teóricos musicais David Lewin e John Rahn, os compositores Bruce Adolphe, Michael Dellaira, Kenneth Fuchs, Laura Karpman, Paul Lansky, Donald Martino, John Melby, Kenneth Lampl, Tobias Picker e James K. Randall, o compositor teatral Stephen Sondheim, os compositores e pianistas Frederic Rzewski e Richard Aaker Trythall, e o guitarrista e compositor de jazz Stanley Jordan.
Em 1958, Babbitt ganhou notoriedade involuntária com um artigo na revista popular High Fidelity. Seu título original era "The Composer as Specialist" (publicado posteriormente com esse nome), mas, segundo ele, "o editor, sem meu conhecimento—e, portanto, sem meu consentimento—substituiu meu título por um mais 'provocativo': 'Quem se Importa se Você Ouve?', um título que reflete pouco da carta e nada do espírito do artigo". Em 1991, Babbitt comentou sobre a notoriedade duradoura do artigo: "Apesar de a verdadeira fonte daquele título ofensivamente vulgar ter sido revelada muitas vezes, de muitas formas, até—eventualmente—pelo próprio periódico ofensor, ainda sou muito mais conhecido como o autor de 'Quem se Importa se Você Ouve?' do que como o compositor de músicas que você pode ou não se importar de ouvir". Em 2006, disse ao Princeton Alumni Weekly: "Obviamente, eu me importo profundamente se você ouve [...] se ninguém ouve e ninguém se importa, você não vai compor música por muito tempo".
Por volta de 1960, Babbitt interessou-se por música eletrônica. A RCA contratou-o como compositor consultor para trabalhar com seu RCA Mark II Synthesizer no Columbia-Princeton Electronic Music Center (conhecido desde 1996 como Columbia University Computer Music Center). Em 1960, recebeu uma Bolsa Guggenheim em composição musical. Em 1961, compôs Composition for Synthesizer, marcando o início de uma segunda fase em sua produção. Babbitt estava menos interessado em criar novos timbres do que na precisão rítmica alcançável com o sintetizador, um nível de precisão antes inatingível na performance.
Nas décadas de 1960 e 1970, Babbitt compôs tanto música eletrônica quanto para instrumentos tradicionais, frequentemente combinando os dois. Philomel (1964), por exemplo, é para soprano e acompanhamento sintetizado (incluindo a voz gravada e manipulada de Bethany Beardslee, para quem a peça foi composta) armazenado em fita magnética.
No final dos anos 1970, Babbitt iniciou sua terceira fase criativa, afastando-se da música eletrônica, o gênero que primeiro lhe trouxe notoriedade pública. Suas composições são geralmente consideradas atonais, mas também se demonstrou que, especialmente em sua música da terceira fase, notas de suas estruturas seriais (arranjos de todas as partições e superarranjos) às vezes são organizadas para forjar acordes tonais, frases cadenciais, conduções de voz simuladas e outras alusões tonais, permitindo duplo sentido (serial e tonal), como muitos de seus títulos. Esse fenômeno de "duplo sentido" das notas (alturas) no contexto de seus títulos de duplo sentido foi chamado de portmantonality.
De 1985 até sua morte, Babbitt foi presidente do Prêmio BMI de Compositor Estudante, concurso internacional para jovens compositores eruditos. Residente em Princeton, Nova Jérsei, morreu lá em 29 de janeiro de 2011, aos 94 anos.
O filme Babbitt: Portrait of a Serial Composer, de Robert Hilferty, retrata amplamente o pensamento, as atitudes sobre seu passado e o trabalho de Babbitt em imagens principalmente de 1991–1992. O filme foi concluído e editado apenas em 2010 e foi apresentado online pela NPR após sua morte.

## Honras e prêmios
- 1960 – Bolsa da John Simon Guggenheim Foundation[18]
- 1965 – Membro da Academia Americana de Artes e Letras
- 1974 – Membro da Academia Americana de Artes e Ciências[19]
- 1982 – Prêmio Pulitzer, Citação Especial, "por sua obra como um distinto e seminal compositor norte-americano"[20][21]
- 1986 – Bolsa MacArthur
- 1988 – Prêmio do Instituto de Artes e Letras do Mississippi por composição musical
- 1999 – American Classical Music Hall of Fame[22]
- 2000 – Patrono Nacional da Delta Omicron, fraternidade musical internacional[23][24]
- 2010 – The Max Reger Foundation of America – Prêmio Extraordinário por Realização Musical Vitalícia

## Artigos
- (1955). "Some Aspects of Twelve-Tone Composition". The Score and I.M.A. Magazine 12:53–61.
- (1958). "Who Cares if You Listen?". High Fidelity (fevereiro). [Babbitt chamou este artigo de "The Composer as Specialist". O título original foi alterado sem seu conhecimento ou permissão por um editor da High Fidelity.]
- (1960). "Twelve-Tone Invariants as Compositional Determinants," The Musical Quarterly 46/2.
- (1961). "Set Structure as Compositional Determinant," Journal of Music Theory 5/1.
- (1965). "The Structure and Function of Musical Theory," College Music Symposium 5.
- (1972). "Contemporary Music Composition and Music Theory as Contemporary Intellectual History", Perspectives in Musicology: The Inaugural Lectures of the Ph. D. Program in Music at the City University of New York, editado por Barry S. Brook, Edward Downes, e Sherman Van Solkema, 270–307. Nova York: W. W. Norton. ISBN 0-393-02142-4. Reimpresso, Nova York: Pendragon Press, 1985. ISBN 0-918728-50-9.
- (1987) Words About Music: The Madison Lectures, editado por Stephen Dembski e Joseph Straus. Madison: University of Wisconsin Press.[25]
- (1992) "The Function of Set Structure in the Twelve-Tone System." Tese de Doutorado. Princeton: Princeton University.
- (2003). The Collected Essays of Milton Babbitt, editado por Stephen Peles, Stephen Dembski, Andrew Mead, Joseph Straus. Princeton: Princeton University Press.

## Lista de composições

### Primeira fase
- 1935 Generatrix para orquestra (incompleto)
- 1939–41 Trio para cordas
- 1940 Composition for String Orchestra (incompleto)
- 1941 Sinfonia (incompleto)
- 1941 Music for the Mass I para coro misto
- 1942 Music for the Mass II para coro misto
- 1946 Fabulous Voyage (musical, libreto de Richard Koch)
- 1946 Three Theatrical Songs para voz e piano (extraído de Fabulous Voyage)
- 1947 Three Compositions for Piano
- 1948 Composition for Four Instruments
- 1948 Quarteto de cordas No. 1 (retirado)
- 1948 Composition for Twelve Instruments
- 1949 Into the Good Ground trilha sonora (retirado)
- 1950 Composition for Viola and Piano
- 1951 The Widow's Lament in Springtime para soprano e piano
- 1951 Du para soprano e piano, August Stramm
- 1953 Quarteto de sopros
- 1954 Quarteto de cordas No. 2
- 1954 Vision and Prayer para soprano e piano (não publicado, não executado)
- 1955 Two Sonnets para barítono, clarinete, viola e violoncelo, dois poemas de Gerard Manley Hopkins
- 1956 Duet para piano
- 1956 Semi-Simple Variations para piano
- 1957 All Set para ensemble de jazz (saxofone alto, saxofone tenor, trompete, trombone, contrabaixo, piano, vibrafone e percussão)[26]
- 1957 Partitions para piano
- 1960 Composition for Tenor and Six Instruments
- 1960 Sounds and Words para soprano e piano

### Segunda fase
- 1961 Composition for Synthesizer
- 1961 Vision and Prayer para soprano e fita sintetizada, poema de Dylan Thomas
- 1964 Philomel para soprano, soprano gravado, fita sintetizada, poema de John Hollander
- 1964 Ensembles for Synthesizer
- 1965 Relata I para orquestra
- 1966 Post-Partitions para piano
- 1966 Sextets para violino e piano
- 1966 Play on Notes para sinos e voz
- 1967 Correspondences para orquestra de cordas e fita sintetizada
- 1968 Relata II para orquestra
- 1968–69 Four Canons para SA
- 1969 Phonemena para soprano e piano
- 1970 Quarteto de cordas No. 3
- 1970 Quarteto de cordas No. 4
- 1968–71 Occasional Variations para fita sintetizada
- 1972 Tableaux para piano
- 1974 Arie da capo para cinco instrumentistas
- 1975 Reflections para piano e fita sintetizada
- 1975 Phonemena para soprano e fita sintetizada
- 1976 Concerti para violino, pequena orquestra, fita sintetizada
- 1976 A Birthday Double Canon para SATB
- 1977 A Solo Requiem para soprano e dois pianos
- 1977 Minute Waltz (or 3/4 ± 1/8) para piano
- 1977 Playing for Time para piano
- 1978 My Ends Are My Beginnings para clarinete solo
- 1978 My Complements to Roger para piano
- 1978 More Phonemena para coro de doze partes
- 1978 Eppesithalamium para violoncelo solo
- 1979 An Elizabethan Sextette para coro feminino de seis partes
- 1979 Images para saxofonista e fita sintetizada

### Terceira fase
- 1979 Paraphrases para dez instrumentistas
- 1980 Dual para violoncelo e piano
- 1981 Ars Combinatoria para pequena orquestra
- 1981 Don para piano quatro mãos
- 1982 The Head of the Bed para soprano e quatro instrumentos
- 1982 Quarteto de cordas No. 5
- 1982 Melismata para violino solo
- 1982 About Time para piano
- 1983 Canonical Form para piano
- 1983 Groupwise para flautista e quatro instrumentos
- 1984 Four Play para quatro instrumentistas
- 1984 It Takes Twelve to Tango para piano
- 1984 Sheer Pluck (composição para violão)
- 1985 Concerto para piano e orquestra
- 1985 Lagniappe para piano
- 1986 Transfigured Notes para orquestra de cordas
- 1986 The Joy of More Sextets para piano e violino
- 1987 Three Cultivated Choruses para coro de quatro partes
- 1987 Fanfare para duplo sexteto de metais
- 1987 Overtime para piano
- 1987 Souper para narrador e ensemble
- 1987 Homily para caixa clara
- 1987 Whirled Series para saxofone e piano
- 1988 In His Own Words para narrador e piano
- 1988 The Virginal Book para contralto e piano, poema de John Hollander
- 1988 Beaten Paths para marimba solo
- 1988 Glosses for Boys' Choir
- 1988 The Crowded Air para onze instrumentos
- 1989 Consortini para cinco instrumentistas
- 1989 Play It Again, Sam para viola solo
- 1989 Emblems (Ars Emblematica), para piano
- 1989 Soli e duettini para dois violões
- 1989 Soli e duettini para flauta e violão
- 1990 Soli e duettini para violino e viola
- 1990 Envoi para piano quatro mãos
- 1991 Preludes, Interludes, and Postlude para piano
- 1991 Four Cavalier Settings para tenor e violão
- 1991 Mehr "Du" para soprano, viola e piano
- 1991 None but the Lonely Flute para flauta solo
- 1992 Septet, But Equal
- 1992 Counterparts para quinteto de metais
- 1993 Around the Horn para trompa solo
- 1993 Quatrains para soprano e dois clarinetes
- 1993 Fanfare for All para quinteto de metais
- 1993 Quarteto de cordas No. 6
- 1994 Triad para viola, clarinete e piano
- 1994 No Longer Very Clear para soprano e quatro instrumentos, poema de John Ashbery
- 1994 Tutte le corde para piano
- 1994 Arrivals and Departures para dois violinos
- 1994 Accompanied Recitative para saxofone soprano e piano
- 1995 Manifold Music para órgão
- 1995 Bicenquinquagenary Fanfare para quinteto de metais
- 1995 Quartet para piano e trio de cordas
- 1996 Quintet para clarinete e quarteto de cordas
- 1996 Danci para violão solo
- 1996 When Shall We Three Meet Again? para flauta, clarinete e vibrafone
- 1998 Piano Concerto No. 2
- 1998 The Old Order Changeth para piano
- 1999 Composition for One Instrument para celesta
- 1999 Allegro Penseroso para piano
- 1999 Concerto Piccolino para vibrafone
- 2000 Little Goes a Long Way para violino e piano
- 2000 Pantuns para soprano e piano
- 2001 A Lifetime or So para tenor e piano
- 2002 From the Psalter para soprano e orquestra de cordas
- 2002 Now Evening after Evening para soprano e piano, poema de Derek Walcott
- 2002 A Gloss on 'Round Midnight para piano
- 2003 Swan Song No. 1 para flauta, oboé, violino, violoncelo, bandolim (ou violão) e violão
- 2003 A Waltzer in the House para soprano e vibrafone, poema de Stanley Kunitz
- 2004 Round para SATB
- 2004 Concerti for Orchestra, para James Levine e a Boston Symphony Orchestra
- 2004 Autobiography of the Eye para soprano e violoncelo, poema de Paul Auster
- 2005–6 More Melismata para violoncelo solo
- 2006 An Encore para violino e piano

### Quartetos de cordas
| Primeira fase - 1948 Quarteto de cordas No. 1 (retirado) - 1954 Quarteto de cordas No. 2 | Segunda fase - 1970 Quarteto de cordas No. 3 - 1970 Quarteto de cordas No. 4 | Terceira fase - 1982 Quarteto de cordas No. 5 - 1993 Quarteto de cordas No. 6 |

## Discografia selecionada
- Piano Works. Three Compositions (1947-48); Duet (1956); Semi-Simple Variations (1956); Partitions (1957); Post-Partitions (1966); Tableaux (1973); Reflections (1974) For Piano And Synthesized Tape; Canonical Form (1983); Lagniappe (1985). Robert Taub, piano. Harmonia Mundi 905160.
- Clarinet Quintets. Phoenix Ensemble (Mark Lieb, clarinete; Aaron Boyd, Kristi Helberg, e Alicia Edelberg, violinos; Cyrus Beroukhim, viola; Alberto Parinni e Bruce Wang, violoncelos). (Morton Feldman, Clarinet and String Quartet; Milton Babbitt, Quintet for Clarinet and String Quartet). Innova 746. St. Paul, Minnesota: American Composers Forum, 2009.
- Concerto for Piano And Orchestra/The Head Of The Bed. Alan Feinberg, piano; American Composers Orchestra, Charles Wuorinen, regente; Judith Bettina, soprano, Parnassus, Anthony Korf. New World Records 80346.
- The Juilliard Orchestra. Vincent Persichetti: Night Dances (cond. James DePreist); Milton Babbitt: Relata I (cond. Paul Zukofsky); David Diamond: Symphony No. 5 (cond. Christopher Keene). New World Records 80396–2. Nova York: Recorded Anthology od Music, 1990.
- The Juilliard String Quartet: Sessions, Wolpe, Babbitt. Roger Sessions, String Quartet No. 2 (1951); Stefan Wolpe, String Quartet (1969); Milton Babbitt, String Quartet No. 4 (1970). The Juilliard Quartet (Robert Mann, Joel Smirnoff, violinos; Samuel Rhodes, viola; Joel Krosnick, violoncelo). CRI CD 587. Nova York: Composers Recordings, Inc., 1990.
- Occasional Variations (String Quartets no. 2 e No. 6, Occasional Variations, Composition for Guitar). William Anderson, violão; Fred Sherry Quartet, Composers String Quartet. Tzadik 7088. Nova York: Tzadik, 2003.
- Philomel (Philomel, Phonemena para soprano e piano, Phonemena para soprano e fita, Post-Partitions, Reflections). Bethany Beardslee e Lynne Webber, sopranos; Jerry Kuderna e Robert Miller, pianos. New World Records 80466-2 / DIDX 022920. Nova York: Recorded Anthology of American Music, 1995. O material deste CD foi lançado nos LPs New World NW 209 e NW 307, em 1977 e 1980, respectivamente.
- Quartet No. 3 for Strings. (Com Charles Wuorinen, Quartet for Strings.) The Fine Arts Quartet. Turnabout TV-S 34515.
- Sextets; The Joy of More Sextets. Rolf Schulte, violino; Alan Feinberg, piano. New World Records NW 364–2. Nova York: Recorded Anthology of American Music, 1988.
- Soli e Duettini (Around the Horn, Whirled Series, None but the Lonely Flute, Homily, Beaten Paths, Play it Again Sam, Soli e Duettini, Melismata). The Group for Contemporary Music. Naxos 8559259.
- Three American String Quartets. Mel Powell, String Quartet (1982); Elliott Carter, Quartet for Strings No. 4 (1986); Milton Babbitt, Quartet No. 5 (1982). Composers Quartet (Matthew Raimondi, Anahid Ajemian, violinos; Maureen Gallagher, Karl Bargen, violas; Mark Shuman, violoncelo). Music & Arts CD-606. Berkeley: Music and Arts Program of America, Inc., 1990.
- An Elizabethan Sextette (An Elizabethan Sextette, Minute Waltz, Partitions, It Takes Twelve to Tango, Playing for Time, About Time, Groupwise, Vision And Prayer). Alan Feinberg, piano; Bethany Beardslee, soprano; The Group for Contemporary Music, Harvey Sollberger, regente. CRI CD 521. Nova York: Composers Recordings, Inc., 1988. Relançado em CRI/New World NWCR521.Referências

1. 1 2 3 4  Barkin & Brody 2001.
2. ↑  Anon. n.d.(b).
3. ↑  Duckworth 1995, p. 56.
4. ↑  Duckworth 1995, p. 60.
5. 1 2  Kozinn 2011.
6. ↑  Lynn Raley. «Babbitt, Milton». Mississippi Encyclopedia (em inglês). Consultado em 21 de julho de 2022
7. ↑  Mailman, Joshua Banks (4 de maio de 2021). «On Milton Babbitt: Progressive Artistic Research, Decorous Pranks, and Pig-Stand Jazz». Contemporary Music Review. 40 (2-3): 125-126. ISSN 0749-4467. doi:10.1080/07494467.2021.2031066
8. 1 2  Quiñones, Eric (31 de janeiro de 2011). «Famed composer, music scholar Milton Babbitt dies». Universidade Princeton. Consultado em 23 de junho de 2024
9. ↑  Babbitt 1958.
10. ↑  Babbitt 2003, pp. 48–54.
11. 1 2  Babbitt 1991, p. 15.
12. ↑  «Milton Babbitt - John Simon Guggenheim Memorial Foundation». www.gf.org. Consultado em 17 de junho de 2024
13. ↑  Cook 2013.
14. 1 2  Mailman, Joshua Banks (1 de junho de 2020). «Portmantonality and Babbitt's Poetics of Double Entendre». Music Theory Online (em inglês). 26 (2). doi:10.30535/mto.26.2.9
15. ↑  Anon. 2011b.
16. ↑  «Milton Babbitt: Portrait Of A Serial Composer». NPR (em inglês). 13 de janeiro de 2011. Consultado em 25 de julho de 2022
17. ↑  Babbitt: Portrait of a Serial Composer
18. ↑  «Milton Babbitt - John Simon Guggenheim Memorial Foundation». www.gf.org. Consultado em 17 de junho de 2024
19. ↑  Anon. 2011a.
20. ↑  Columbia University 1991, p. 70.
21. ↑  Anon. n.d.(c).
22. ↑  «Babbit, Milton». American Classical Music Hall of Fame. Consultado em 23 de junho de 2024
23. ↑  Klafeta & Beckner 2009.
24. ↑  Anon. 2000.
25. ↑  Dembski & Strauss 1987.
26. ↑  Anon. n.d.(a).

### Ouvindo
- Babbitt's Beguiling Surfaces, Improvised Inside, Three-part video essay from the Society for Music Theory by Joshua Banks Mailman, 2019.
- Slowly Expanding Milton Babbitt Album (since 2018), produced by Erik Carlson
- Milton Babbitt interview from National Public Radio Performance Today program, May 10, 2006
- Speaking of Music: Milton Babbitt Interviewed by Charles Amirkhanian, 1984
- Recording Concerto Piccolino – Lee Ferguson, vibraphone Luna Nova New Music Ensemble
- Recording None But the Lonely Flute – John McMurtery, flute Luna Nova New Music Ensemble
- Woodwind Quartet (1953), performed by members of the Soni Ventorum Wind Quintet.
- Robert Hilferty documentary on Milton Babbitt
- Milton Babbitt "The Revolution in Musical Thought" The Baltimore Museum of Art: Baltimore, Maryland, 1963 Arquivado em maio 6, 2015, no Wayback Machine Accessed June 26, 2012
- Soni Ventorum plays the Woodwind Quartet